# 富士宮市議会
富士宮市議会（ふじのみやしぎかい）は、静岡県富士宮市に設置されている地方議会である。

## 概要

### 任期
4年

### 定数
22人

### 所在地
静岡県富士宮市弓沢町150番地
富士宮市役所2階

### 委員会
- 議会運営委員会
- 議会だより編集委員会

#### 常任委員会
- 総務文教委員会
- 環境厚生委員会
- 産業都市委員会

#### 特別委員会
- 予算審査特別委員会
- 決算審査特別委員会

#### かつてあった特別委員会
- 富士宮市議会政治倫理条例制定特別委員会

### 定例会
- 年4回実施[2]
  - 2月
  - 6月
  - 9月
  - 11月

### 事務局
- 議会事務局
  - 庶務調査係
  - 議事係

## 会派
| 会派名 | 議員数 | 所属党派   | 議員名（◎は代表者）                                                 | 女性議員数 | 女性議員の比率(%) |
| ------ | ------ | ---------- | ------------------------------------------------------------------- | ---------- | ----------------- |
| 明和   | 7      | 無所属     | ◎辻村岳瑠 中野健太郎 赤池弘源 諏訪部孝敏 佐野和也 平下尚己 芦澤秀典 | 0          | 0                 |
| 富岳会 | 3      | 無所属     | ◎臼井由紀子 小松快造 佐野和彦                                       | 1          | 33.33             |
| 至誠   | 3      | 無所属     | ◎村瀬旬 植松健一 鈴木弘                                             | 0          | 0                 |
| 公明会 | 3      | 公明党     | ◎齋藤和文 佐野寿夫 山藤陽子                                         | 1          | 33.33             |
| 無会派 | 6      | 無所属     | 近藤千鶴                                                            | 2          | 33.33             |
| 無会派 | 6      | 無所属     | 岩村恵美                                                            | 2          | 33.33             |
| 無会派 | 6      | 無所属     | 仲亀恭平                                                            | 2          | 33.33             |
| 無会派 | 6      | 無所属     | 稲葉晃司                                                            | 2          | 33.33             |
| 無会派 | 6      | 無所属     | 望月芳将                                                            | 2          | 33.33             |
| 無会派 | 6      | 日本共産党 | 渡辺佳正                                                            | 2          | 33.33             |
| 計     | 22     |            |                                                                     | 4          | 22.22             |

## 騒動・不祥事

### 2019年議長選贈賄騒動
2019年（令和元年）10月、富士宮市議会議長選において遠藤英明が稲葉晃司の手伝いとともに野本貴之に対し、議長選出の見返りとして現金100万円の賄賂を申し出た。議長選は落選したが、その後2021年（令和3年）5月の議長選で遠藤は議長選出された。しかし同年5月27日に野本が盗撮行為で逮捕され、さらに9月7日に賄賂申し出が発覚し遠藤が逮捕された。その後稲葉も逮捕された。

## 議会出身者
- 須藤秀忠（10代目富士宮市長・現職）